# Kri Bitoa Kaday
Kri Bitoa Kaday (auch: Kiribitoa, Kiri Bitoa, Kri Bitoa Boulama, Kribitoa, Kribitoa Kaday, Kribitoa Kadey) ist ein Dorf in der Landgemeinde Goudoumaria in Niger.

## Geographie
Das von einem traditionellen Ortsvorsteher (chef traditionnel) geleitete Dorf liegt etwa vier Kilometer nördlich der Staatsgrenze zu Nigeria. Es befindet sich rund 55 Kilometer südwestlich des Hauptorts Goudoumaria der gleichnamigen Landgemeinde und des gleichnamigen Departements Goudoumaria, das zur Region Diffa gehört. Zu den Siedlungen in der näheren Umgebung von Kri Bitoa Kaday zählen Guirsilik im Norden, Karagou Mandaram im Nordosten und Karguéri im Nordwesten. Das Dorf befindet sich in der Zone der fruchtbaren Mulden von Maïné-Soroa.

## Geschichte
Bei einem Angriff von Kriminellen auf das Dorf wurden im April 2018 drei Menschen getötet. Bei einem Forschungsprojekt zur Schriftsprache Old Kanembu wurde im August 2018 in Kri Bitoa Kaday ein in dieser Sprache verfasstes Dokument entdeckt.

## Bevölkerung
Bei der Volkszählung 2012 hatte Kri Bitoa Kaday 721 Einwohner, die in 113 Haushalten lebten. Bei der Volkszählung 2001 betrug die Einwohnerzahl 469 in 90 Haushalten und bei der Volkszählung 1988 belief sich die Einwohnerzahl auf 443 in 91 Haushalten.

## Wirtschaft und Infrastruktur
Mit einem Centre de Santé Intégré (CSI) ist ein Gesundheitszentrum im Ort vorhanden. Das nigrische Unterrichtsministerium richtete 1996 gemeinsam mit dem Welternährungsprogramm der Vereinten Nationen zahlreiche Schulkantinen in von Ernährungsunsicherheit betroffenen Zonen ein, darunter eine für Kinder transhumanter Hirten in Kri Bitoa Kaday.